# Colotois zorella
Colotois zorella är en fjärilsart som beskrevs av Josif Capuse 1960. Colotois zorella ingår i släktet Colotois och familjen mätare. Inga underarter finns listade i Catalogue of Life.